# Aoraki/Mount Cook nationalpark
Aoraki/Mount Cook nationalpark är en nationalpark på Nya Zeeland som ingår i världsarvsområdet Te Wahipounamu. Parken ligger på Sydön och omfattar cirka 707 kvadratkilometer. 
Naturen i parken består till övervägande delen av bergsområden och glaciärer. Inom parken finns 19 bergstoppar med en höjd på över 3 000 meter och högst av alla är Aoraki/Mount Cook med 3 754 meter. Den största glaciären är Tasman Glacier, som är 27 kilometer lång och upp till 3 kilometer bred. På en plats, Hochstetter Icefall, är den 600 meter tjock. Sammanlagt täcks cirka 40 procent av parkens yta av glaciärer.
Det finns inte mycket skog i parken, men området har ändå en rik växtlighet som särskilt har uppmärksammats för sina många blommande alpina örter. 
Fågelfaunan i parken innehåller cirka 40 arter, med kea och den lilla piwauwau (Xenicus gilviventris) som karaktärsarter. Däggdjursfaunan är däremot inte så artrik, men gems, himalayatahr och kronhjort är införda till parken och jagas för sportens skull.